# Geigerite
La geigerite è un minerale. Fu scoperto nel Cantone dei Grigioni, in Svizzera nel 1989. Gli è stato dato il nome in onore di Thomas Geiger (1920–1990), che studiò i minerali di manganese delle Alpi Grigionesi.